# Fabián Carini
Artikeln följer den spanska namnseden; faderns efternamn är Carini och moderns efternamn Hernández.
Héctor Fabián Carini Hernández, född 26 december 1979 i Danubio i Uruguay, är en fotbollsmålvakt som spelar i Juventud de Las Piedras.
Carini har tidigare spelat i bland annat Juventus, Standard Liège, Cagliari, Internazionale och Real Murcia.

## Meriter
Juventus
- Serie A: 2001–02

Internazionale
- Coppa Italia: 2004–05
- Serie A: 2006–07
- Supercoppa italiana: 2006

Uruguay
- Copa América:  Silvermedaljör 1999
- Copa América:  Bronsmedaljör 2004

Uruguay U20
- U20–VM:  Silvermedaljör 1997